# Luca Bernabei
Luca Bernabei (Roma, 8 settembre 1964) è un produttore televisivo e autore televisivo italiano, oltre che Amministratore Delegato della Lux Vide, società di produzione televisiva, fondata dal padre Ettore, storico presidente della RAI.

## Biografia
Dopo la laurea in Scienze politiche presso l’Università La Sapienza di Roma, ha iniziato la sua carriera professionale nel settore dell'advertising. 
Nel 1994 entra in Lux Vide, la casa di produzione televisiva fondata da Ettore Bernabei nel 1992, e realizza in qualità di produttore associato le prime miniserie del progetto Bibbia. 
Nel 2002 viene nominato Responsabile delle attività produttive della Lux Vide ed è responsabile dell'intero ciclo di realizzazione del prodotto: dall'ideazione, alla produzione, alla post-produzione.
Nel 2013, dopo venticinque anni di esperienza nella produzione internazionale, viene nominato Amministratore Delegato della Lux Vide S.p.A..
In questi anni ha realizzato produzioni quali War and Peace, Coco Chanel nominata agli Emmy Awards (protagonista Shirley Maclaine), I Medici (protagonisti Richard Madden e Dustin Hoffman).
La rivista Forbes Italia lo ha inserito nella lista dei 100 manager del 2021.
Dal 1995 è sposato con Paola Lucantoni ed è padre di sei bambini.

## Filmografia parziale
- Il dono di Nicholas (1998)
- Geremia il profeta (1998)
- Questa casa non è un albergo (2000)
- Padre Pio - Tra cielo e terra (2000)
- Don Matteo (2000-in corso)
- Gli amici di Gesù - Giuseppe di Nazareth (2000)
- Gli amici di Gesù - Maria Maddalena (2000)
- Lourdes (2000)
- San Paolo (2000)
- Gli amici di Gesù - Tommaso (2001)
- Gli amici di Gesù - Giuda (2001)
- Papa Giovanni - Ioannes XXIII (2002)
- Cuore di donna (2002)
- Il bambino di Betlemme (2002)
- Sant'Antonio di Padova (2002)
- Augusto (2003)
- Madre Teresa (2003)
- Maria Goretti (2003)
- Soraya (2003)
- Don Bosco (2004)
- Rita da Cascia (2004)
- Nerone (2004)
- Callas e Onassis (2005)
- Meucci - L'italiano che inventò il telefono (2005)
- San Pietro (2005)
- Edda (2005)
- Nati ieri (2006)
- Chiara e Francesco (2007)
- Pompei (2007)
- Ho sposato uno sbirro (2008)
- Coco Chanel (2008)
- Paolo VI - Il papa nella tempesta (2008)
- Pinocchio (2009)
- Enrico Mattei - L'uomo che guardava al futuro (2009)
- Sant'Agostino (2010)
- Preferisco il Paradiso (2010)
- Sotto il cielo di Roma (2010)
- Atelier Fontana - Le sorelle della moda (2011)
- Cenerentola (2011)
- Un passo dal cielo (2011-in corso)
- Che Dio ci aiuti (2011-in corso)
- Talent High School - Il sogno di Sofia (2012)
- Maria di Nazaret (2012)
- Le mille e una notte (2012)
- I Medici (2016-2019)
- Diavoli (2020-2022)
- Doc - Nelle tue mani (2020-in corso)
- Buongiorno, mamma! (2021-2023)
- Blanca (2021-in corso)
- Apnea (2022)[1]
- Viola come il mare (2022-2024)
- Odio il Natale (2022-2023)
- I fantastici 5 (2024)